# Міжштатна автомагістраль 405 (Каліфорнія)
Міжштатна автомагістраль 405 (I-405) — головна допоміжна автомагістраль між штатами з півночі на південь у Південній Каліфорнії. Весь маршрут відомий як північний сегмент автостради Сан-Дієго. I-405 — об’їзний допоміжний маршрут I-5, що пролягає вздовж південної та західної частин Великого Лос-Анджелеса від міста Ірвін на півдні до Сан-Фернандо на півночі.
Автомагістраль I-405, по якій інтенсивно їздять як пасажири, так і вантажні перевізники, є найжвавішою та найбільш перевантаженою автострадою в Сполучених Штатах. Середньорічна добова інтенсивність автостради між виїздами 21 і 22 у Сіл-Біч досягло 374 000 у 2008 році, що робить їх найбільшою кількістю в країні. Відіграв вирішальну роль у розвитку десятків міст і передмість уздовж свого маршруту через округи Лос-Анджелес і Оріндж. Також обслуговує міжнародний аеропорт Лос-Анджелеса, аеропорт Лонг-Біч і аеропорт імені Джона Уейна округу Оріндж.

## Опис маршруту

### Оранж Каунті

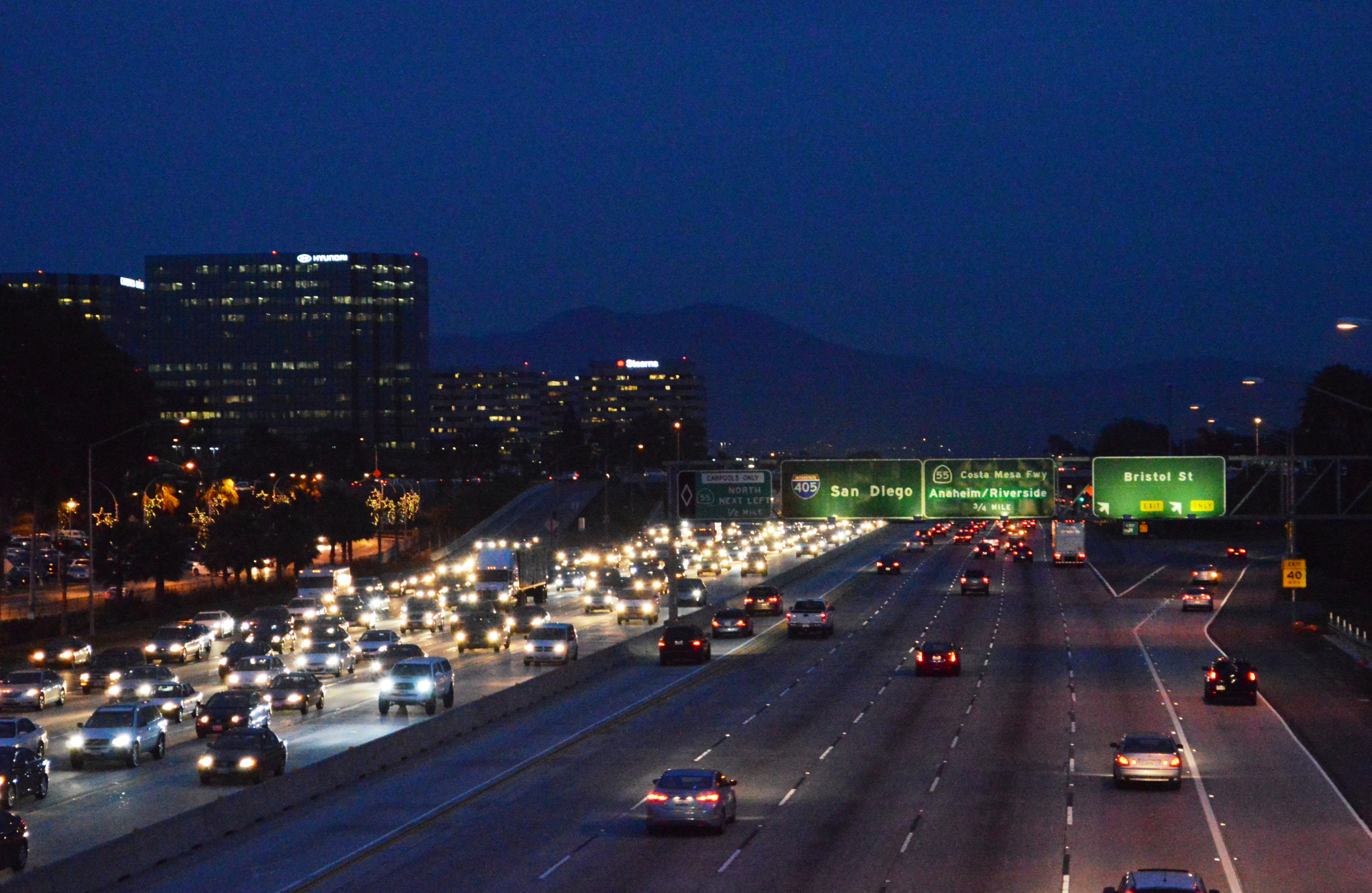
Виїзд Bristol біля South Coast Plaza та Segerstrom Center для мистецтв, із Седдлбеком на задньому плані.

I-405 починається на розв'язці Ель-Торо Y у південно-східному Ірвайні в окрузі Оріндж, відокремившись від основної I-5 і успадкувавши назву цього маршруту під назвою "Автострада Сан-Дієго". I-5 продовжує рух на північ автострадою Санта-Ана. Автомагістраль проходить безпосередньо на південь від торгового центру Irvine Spectrum Center перед перетином із State Route 133. Потім вона продовжується через Ірвайн, проходячи на північ від Каліфорнійського університету в Ірвайні, а потім вздовж північної межі аеропорту Джона Уейна. Після аеропорту автомагістраль в’їжджає до Коста-Меса та до розв’язки з SR 55. Далі проходить повз South Coast Plaza перед частковою розв'язкою з SR 73, яка є частково платною об’їзною дорогою I-405 між Коста-Меса та Лагуна Нігель.

### Округ Лос-Анджелес
I-405 в'їжджає в округ Лос-Анджелес у місто Лонг-Біч. Потім проходить на північ від Університету штату Каліфорнія, Лонг-Біч, а далі уздовж півдня від аеропорту Лонг-Біч. Потім автомагістраль перетинається з I-710 перед в’їздом у Карсон (і перетинає невелику ділянку міста Лос-Анджелес перед повторним в’їздом у Карсон). Проходить біля Університету штату Каліфорнія, Домінгес-Хіллс і спортивного парку Dignity Health Sports, домашньої команди футбольного клубу Вищої ліги Лос-Анджелес Гелаксі.

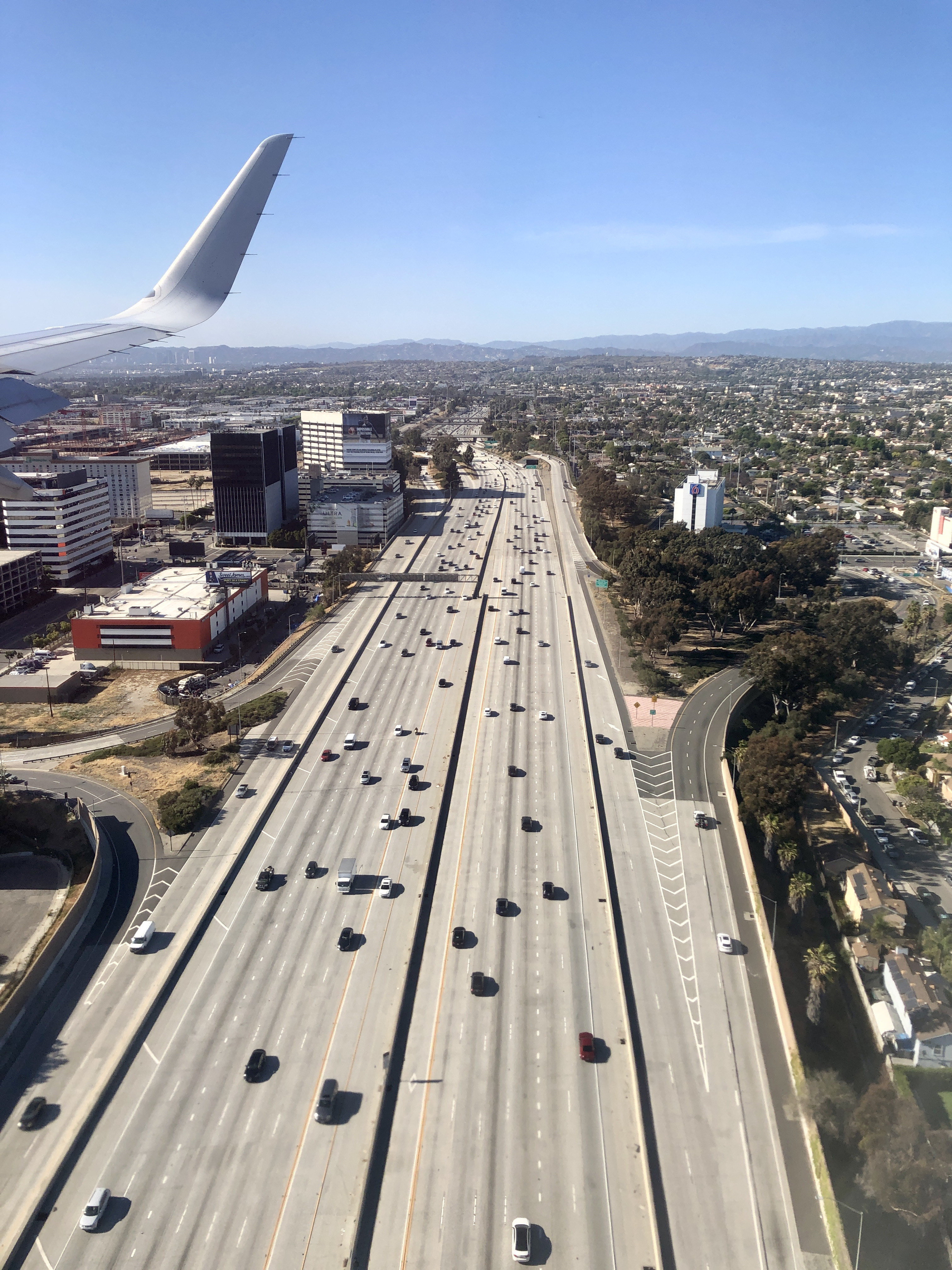
Автострада I-405, вид з літака, який приземляється в міжнародному аеропорту Лос-Анджелеса